# Chlorurus frontalis
Chlorurus frontalis es una especie de peces de la familia Scaridae en el orden de los Perciformes.

## Morfología
• Los machos pueden llegar alcanzar los 50 cm de longitud total.

## Distribución geográfica
Se encuentra desde las Islas Ryukyu hasta las Islas de la Línea y la Gran Barrera de Coral.